# حدث فلكي عابر

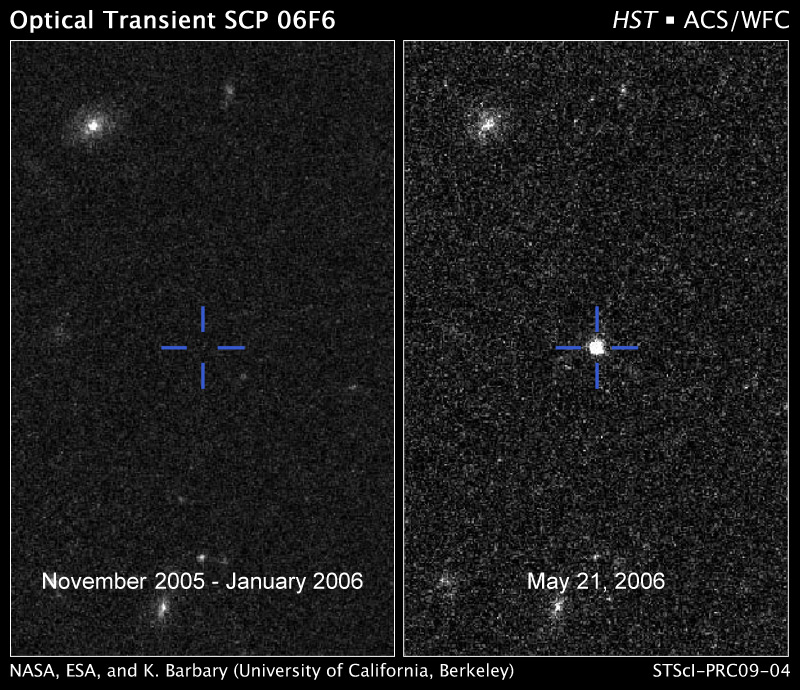
الظهور المفاجئ "للجسم الغامض" SCP 06F6 العابر في مجال رؤية هابل

الحدث الفلكي العابر (الفانِي)، الذي غالبا ما يختصرة الفلكيون إلى transient (عابر)، هو جرم فلكي أو ظاهرة فلكية قد تكون مدتها من ثوان إلى أيام أو أسابيع أو حتى عدة سنوات. هذا عكس الجدول الزمني الذي تطورت فية المجرات والنجوم المكونة لها في عالمنا خلال ملايين أو مليارات السنين. وبشكل استثنائى، يستخدم المصطلح في الأحداث العنيفة في السماء العميقة مثل المستعرات العظمى، انفجار أشعة غاما، العبور، والتعديس الميكروي، وأحداث الاضطراب المدي الفلكي، وما إلى ذلك هذه الأحداث هي جزء من موضوع أوسع في مجال علم الفلك الزمني.

## تاريخ
قبل اختراع التليسكوبات، كانت الأحداث الفلكية مثل الأحداث المرئية للعين المجردة، من داخل أو بالقرب من مجرة درب التبانة، نادرة جدا، وأحيانا تتباعد لمئات السنين. ومع ذلك، تم تسجيل مثل هذه الأحداث في العصور القديمة، مثل المستعر الأعظم في 1054 الذي لاحظه الفلكيون الصينيون واليابانيين والعرب، والحدث في 1572 المعروفة باسم «مستعر تايكو» نسبة لتيخو براهي، الذي درسة حتى تلاشى بعد عامين. وعلى الرغم من أن التليسكوبات جعلت من الممكن رؤية الأحداث البعيدة، فإن مجالات رؤيتها الصغير - عادة أقل من 1 درجة مربعة - تعني أن فرص البحث في المكان المناسب في الوقت المناسب كانت منخفضة.ومع ازدياد الاهتمام بأحداث العبور الفلكي لأن دراست العبور تساعد علماء الفيزياء الفلكية على فهم الآليات التي أنتجت الكون الذي نعيش فية، لذلك دخلت التليسكوبات ذات مجالات الرؤية الأكبر حيز الاستخدام مثل المسح الفلكي في منشأة بالومار المتوسطة العابرة الذي يستخدم كاميرا مسح ميداني واسعة مصممة للبحث عن مصادر العبور البصري والمتغير مثل النجوم المتغيرة، المستعرات العظمى، الكويكبات والمذنبات. والمسبار الفضائي غايا ومقراب المسح الشامل الكبير هذة الأدوات الحديثة قادرة على اكتشاف العديد من مثل هذه الحوادث وتستطيع الرصد في الأطوال الموجية الغير المرئية للعين البشرية (موجات الراديو والأشعة تحت الحمراء والأشعة فوق البنفسجية والأشعة السينية) لتزيد من كمية المعلومات التي يمكن الحصول عليها عند دراسة العبور.

## اقرأ أيضا
- عابر ضوئي أزرق سريع